# 羅伯特·哈貝克
羅伯特·哈貝克（德語：Robert Habeck，發音：[ˈʁoːbɛʁt ˈhaːbɛk] ⓘ；1969年9月2日—）是德国政治人物，曾任聯邦經濟事務和氣候行動部部長与德國副總理，同时也是一名德國政治家和業餘作家，翻譯過多本英文詩集和兒童故事書。他自2018年1月起，擔任德国绿党共同主席。

## 早年生活
哈貝克在1969年出生於北部城市呂貝克。他在1989年於海肯多夫完成中學課程後，曾擔任替代役士兵。1991年退役後，在弗萊堡大學修讀哲學和德國文學碩士，及後在2000年於漢堡大學取得博士學位。
哈貝克已婚，與同為作家的妻子安德烈娅·帕卢赫育有4名子女。

## 政治生涯
2009年，哈貝克當選石勒蘇益格-荷爾斯泰因州議員。
哈貝克曾在2012年起，加入該州由社民黨托斯滕·阿爾比希所領導的中間偏左州內閣，擔任副總理兼能源、環境和農業大臣；他在2017和2018年間，亦曾出任基民盟丹尼爾·岡瑟州內閣中的相同職位。
他是德國聯邦議會的綠黨代表，曾有意出選2012年德國總統。他亦曾參加了2017年德國聯邦大選的綠黨活動，成為該黨兩大候選人之一。
2018年1月27日，他在漢諾威舉行的綠黨全國代表會議中，與安娜萊娜·貝爾伯克被共同推選為黨主席。2021年德國聯邦議院選舉，他們領導該黨在全國獲得14.8%選票，更在國會中取得118個議席，當中他更透過贏取單人選區晉身國會，為綠黨創黨以來最好表現。大選後，他帶領綠黨與德國社民黨和自由民主黨組成新一屆聯合政府。